# Eupelmus testaceiventris
Eupelmus testaceiventris är en stekelart som först beskrevs av Victor Ivanovitsch Motschulsky 1863.  Eupelmus testaceiventris ingår i släktet Eupelmus och familjen hoppglanssteklar. Inga underarter finns listade i Catalogue of Life.